# Czagos
Czagos (ang. Chagos Archipelago, dawniej Bassas de Chagas) – archipelag na Oceanie Indyjskim, leżący 500 km na południe od Malediwów, złożony z ponad 60 tropikalnych wysp. Stanowi brytyjskie terytorium zamorskie nazwane Brytyjskim Terytorium Oceanu Indyjskiego. Na mocy porozumienia z Mauritiusem Wielka Brytania ma przekazać temu państwu kontrolę nad archipelagiem.

## Informacje geograficzne
Archipelag Czagos to ponad 60 wysp i wysepek tworzących grupę siedmiu atoli. Całkowita powierzchnia wysp to ponad 63 km², przy czym największą z nich jest Diego Garcia (27,20 km²). Powierzchnia pozostałych osiąga wielkość do kilometra kwadratowego. Są to wyspy: Peros Banhos, Salomon Islands, Eagle Islands, Egmont Islands i Three Brothers oraz położone nieco dalej Nelsons Island i Danger Island.
Panuje tu klimat równikowy morski; gorący, wilgotny, łagodzony przez pasat. Wyspy archipelagu mają płaską powierzchnię, większość wzniesień nie przekracza 2 m wysokości. Najwyższy punkt znajduje się na wyspie Diego Garcia i ma 15 m wysokości.

## Historia

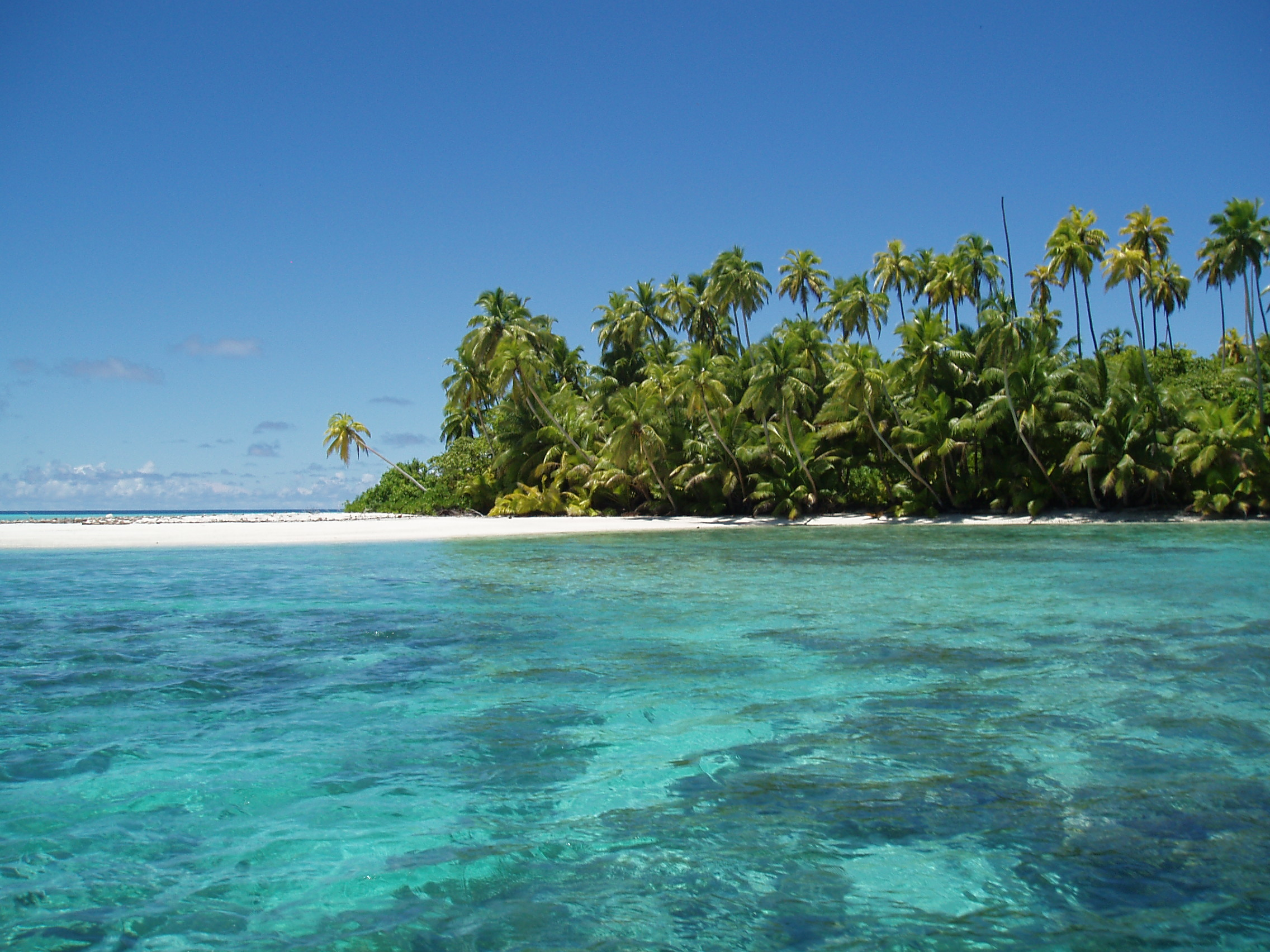
Atol Salomon należący do Czagos

Jako pierwsi dotarli na wyspę przybysze z Malediwów. Czagos leżały jednak zbyt daleko od Malediwów, aby mieszkańcy tych drugich osiedlali się w sposób planowy na siedmiu atolach. Dlatego przez wieki archipelag nie był zamieszkany. Pierwszym Europejczykiem, który dotarł na Czagos, był Vasco da Gama. Portugalczycy pojawili się tam na początku XVI wieku, ale nigdy nie stały się one częścią ich morskiego imperium. Także oni uważali Czagos za mało atrakcyjny fragment świata. Po Portugalczykach przyszli Francuzi. W 1786 roku pretensje do Czagos zgłosili Brytyjczycy, którzy tak naprawdę kontrolę nad wyspami przejęli w 1814 roku.
Pierwsi stali mieszkańcy wyspy przypłynęli na Czagos w XVIII wieku. Byli nimi trędowaci z Mauritiusa. Francuzi kontrolujący wtedy ten obszar zamierzali uczynić z Czagos dochodowy ośrodek osadnictwa. W praktyce oznaczało to założenie plantacji palm kokosowych. Większość pracowników tych plantacji stanowili Afrykanie. Przetrwały one do połowy dwudziestego stulecia podobnie jak ich pracownicy afrykańskiego i południowoazjatyckiego pochodzenia.
Do 1965 r. Czagos były powiązane administracyjnie z wyspą Mauritius, potem archipelag stanowił część Brytyjskiego Terytorium Oceanu Indyjskiego. W latach 1967–1971 mieszkańcy archipelagu zostali przymusowo wysiedleni na Mauritius z racji porozumienia między Wielką Brytanią a Stanami Zjednoczonymi o utworzeniu amerykańskiej bazy wojskowej na Diego Garcia.

## Czasy współczesne

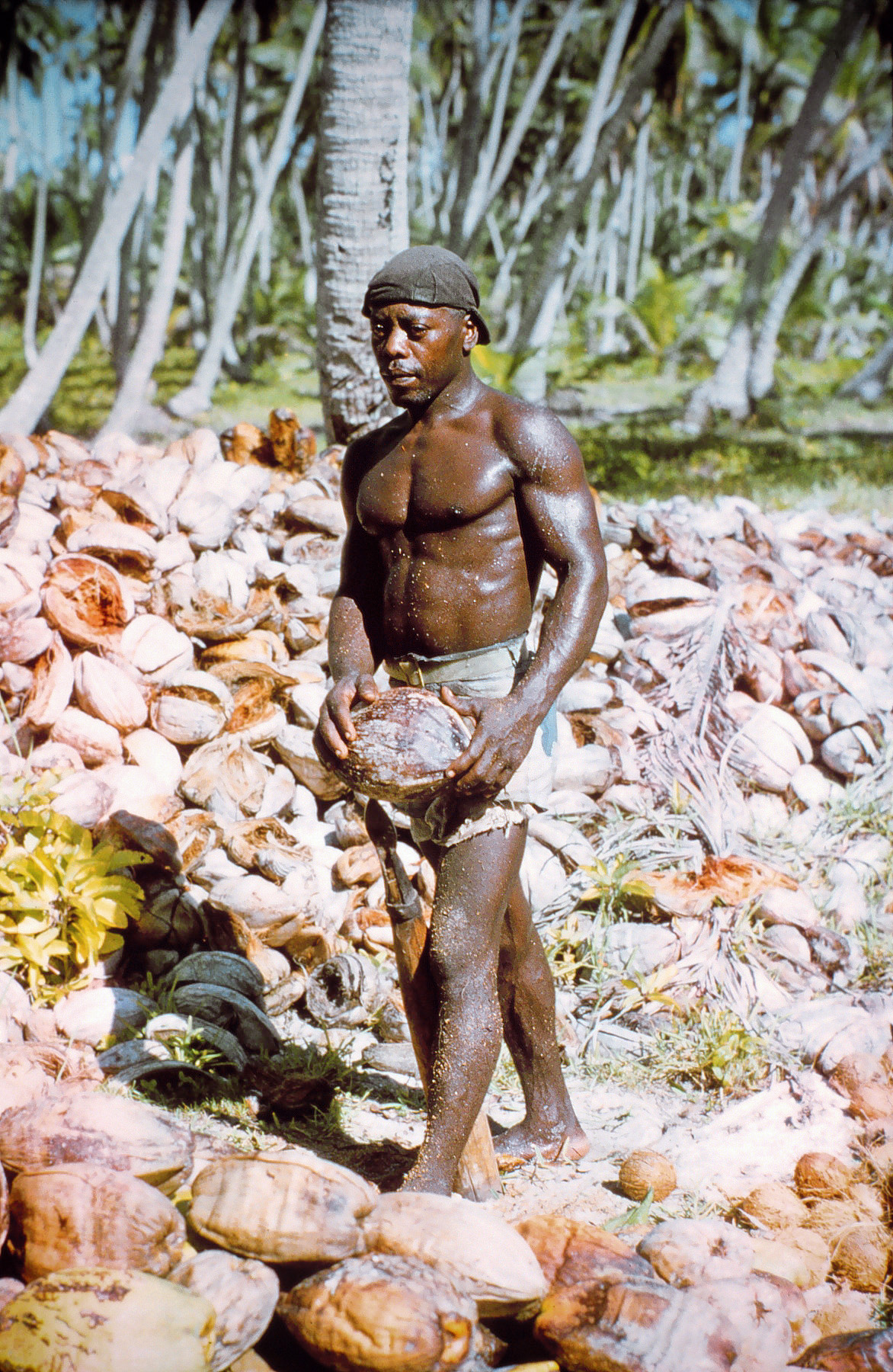
Wyspiarz z Diego Garcia, 1971 r.

Flaga mieszkańców Czagos

Na początku XXI wieku sprawa mieszkańców Czagos wypędzonych przez brytyjskie władze powróciła. Angielski Wysoki Sąd zdecydował, że wysiedlenie ludzi z archipelagu przez brytyjskiego komisarza było bezprawne. Brytyjski rząd nie zgodził się z wyrokiem sądu i złożył apelację. Jednak sądy kolejnej instancji podtrzymały swoją decyzję i zgodnie z prawem dawni mieszkańcy Czagos mogli wrócić na archipelag. Tak się jednak nie stało, bo na podstawie umów ze Stanami Zjednoczonymi do 2016 roku na Diego Garcia funkcjonuje amerykańska baza wojskowa. Prawo do kontroli archipelagu zgłaszał Mauritius, z którym wyspy te były związane w okresie kolonialnym. W 2019 Mauritius uzyskał korzystną opinię Międzynarodowego Trybunału Sprawiedliwości, a w 2021 podobnie orzekł Międzynarodowy Trybunał Prawa Morza. Również stanowisko rządu Wielkiej Brytanii pod naciskiem opinii międzynarodowej uległo w 2022 roku złagodzeniu i dopuszczono możliwość negocjacji w sprawie zwrotu spornych wysp. 3 października 2024 Wielka Brytania ogłosiła, że osiągnięto porozumienie o przekazaniu wysp Mauritiusowi, przy czym rząd brytyjski ma utrzymać kontrolę nad bazą wojskową na co najmniej 99 lat. Podpisanie traktatu przez premierów obu państw nastąpiło 22 maja 2025, zaś traktat ma wejść w życie po jego ratyfikowaniu przez oba państwa.